# Michael Peskin
Michael Edward Peskin (* 27. Oktober 1951 in Philadelphia) ist ein US-amerikanischer theoretischer Physiker.

## Leben
Peskin studierte von 1969 bis 1973 an der Harvard University, wo er 1973 den Bachelor in Physik und Chemie erhielt. Anschließend studierte er an der Cornell University und wurde dort 1978 promoviert. Nach der Postdoktorandenzeit an der Harvard University, am Centre d’Études Nucléaires de Saclay und an der Cornell University, arbeitet er seit 1982 am Stanford Linear Accelerator Center – zuerst als Associate Professor und seit 1986 als Professor.

## Wirken
Er ist Fellow der American Physical Society und der American Academy of Arts and Sciences.
Er ist Koautor eines bekannten Lehrbuches über die Quantenfeldtheorie. Des Weiteren schrieb er viele Übersichtsarbeiten für die Physik.

## Werke (Auswahl)

### Artikel
- Michael E. Peskin: The CERN Large Hadron Collider is back. In: OUPblog. 29. August 2022 (oup.com).

### Fachbücher
- Michael E. Peskin, Daniel V. Schroeder: An Introduction to Quantum Field Theory (= The advanced book program). CRC Press, Taylor & Francis Group, Boca Raton London New York 2019, ISBN 978-0-367-32056-0 (englisch, archive.org).
- Michael E. Peskin: Concepts of Elementary Particle Physics (= Oxford master series in particle physics, astrophysics, and cosmology. Band 26). 1. Auflage. Oxford University Press, Oxford ; New York, NY 2019, ISBN 978-0-19-881218-0 (englisch).